# Salón de los Mariscales de Campo del Palacio de Invierno

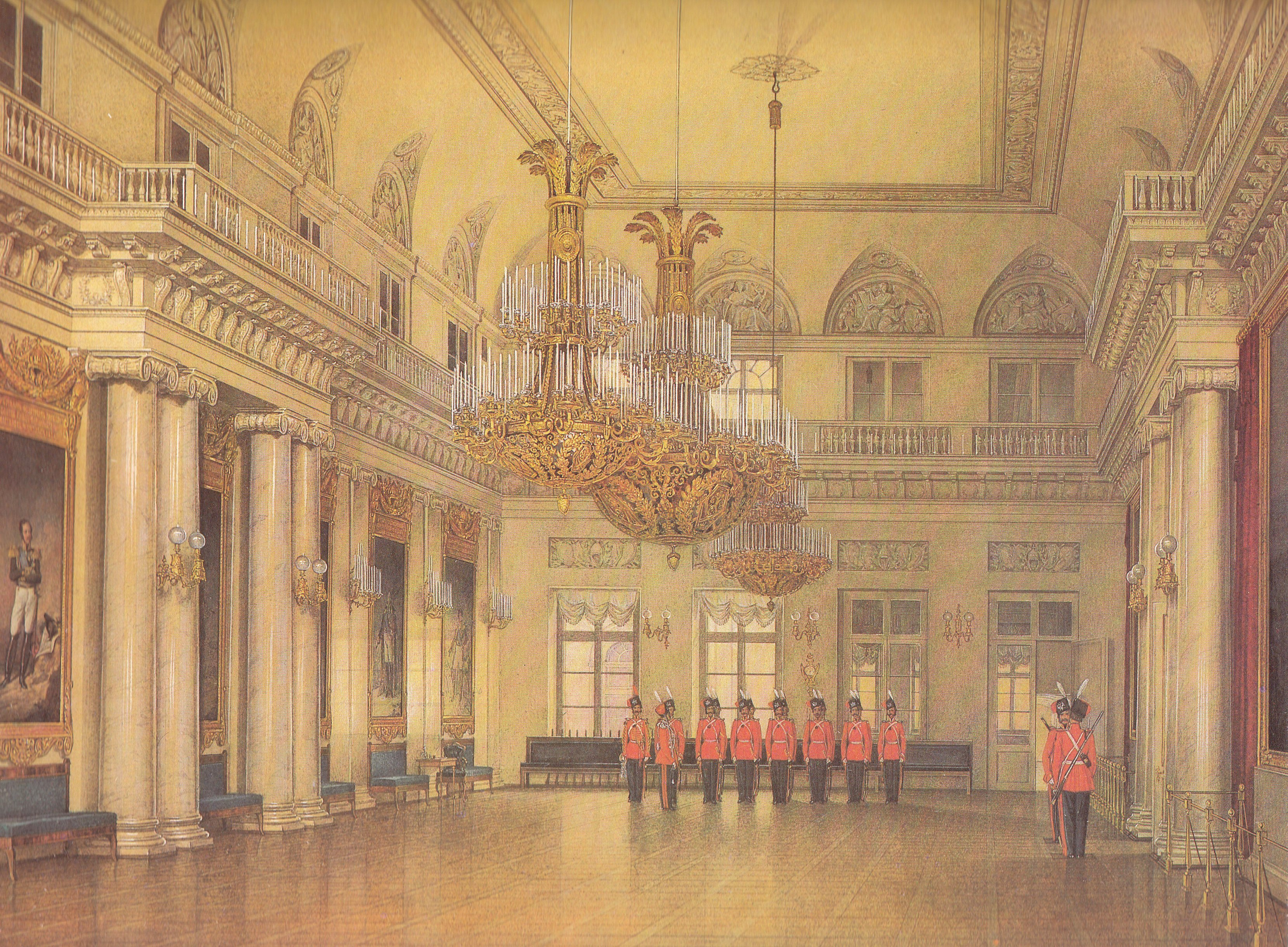
El Salón de los Mariscales de Campo en el Palacio de Inverno, San Petersburgo, por Eduard Hau (1866).

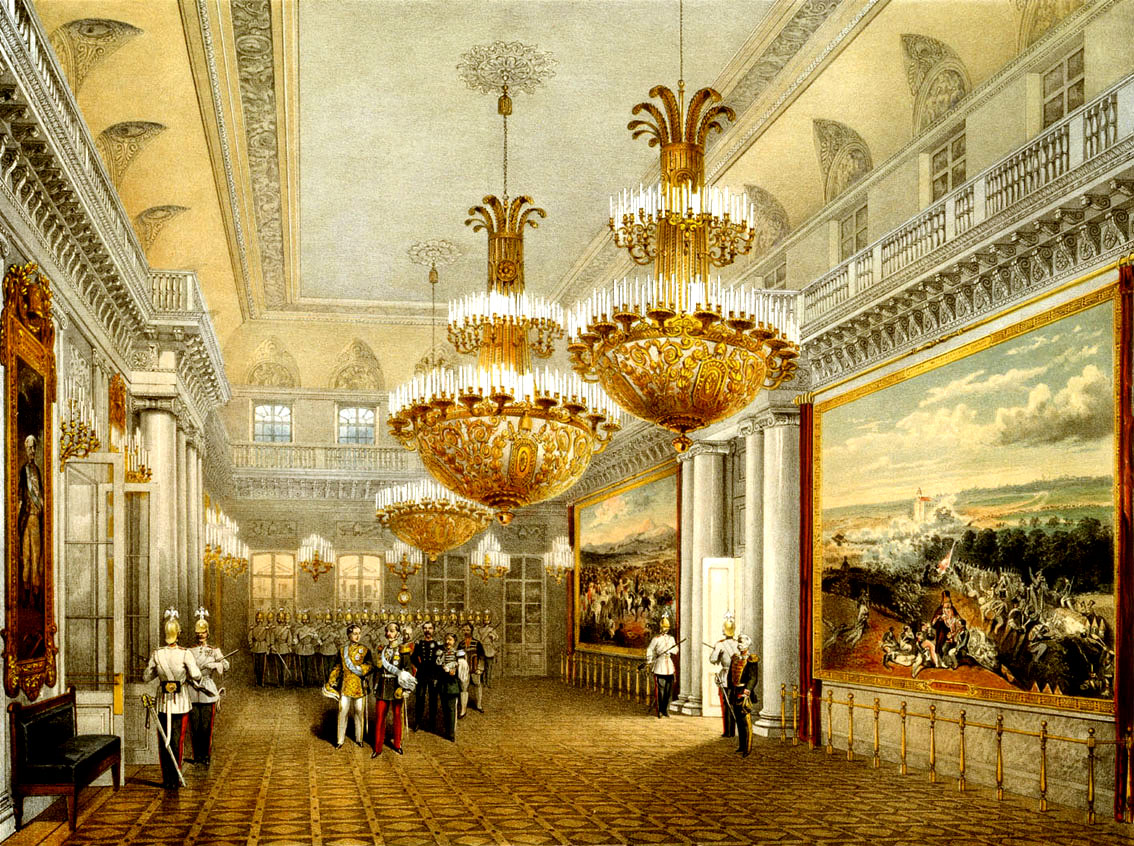
El Salón de los Mariscales de Campo, pintado por Vasily Sadovnikov.

El Salón de los Mariscales de Campo (en ruso: Фельдмаршальский зал) del Palacio de Invierno en San Petersburgo fue construido para honrar los mayores líderes militares del Imperio ruso —generales que atendían al rango de Mariscales de Campo—. (El único rango superior era el de Generalísimo, que recibieron cuatro generales y, en el periodo soviético, concedido por José Stalin).
Este gran salón y el adyacente salón del trono son parte del conjunto de salas que fueron creadas en la parte occidental del Palacio de Invierno por el zar Nicolás I en 1833 por el arquitecto Auguste de Montferrand.
El gran incendio, que destruyó el interior del Palacio de Invierno, empezó en este salón el 17 de diciembre de 1837. Destruyó todo a su paso por más de treinta horas. Tras el incendio, el salón fue reconstruido en su estilo original por el arquitecto Vasily Stasov.
En la actualidad, como parte del Museo del Hermitage, este salón conserva su decoración recreada por Stasov.

## Referencias

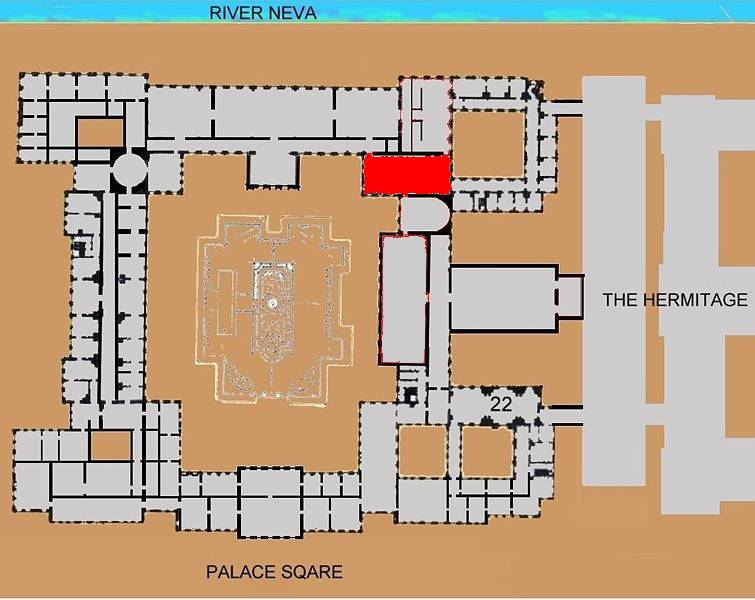
Plano mostrando la localización del Salón de los Mariscales de Campo dentro del palacio.